# ナルシシズム

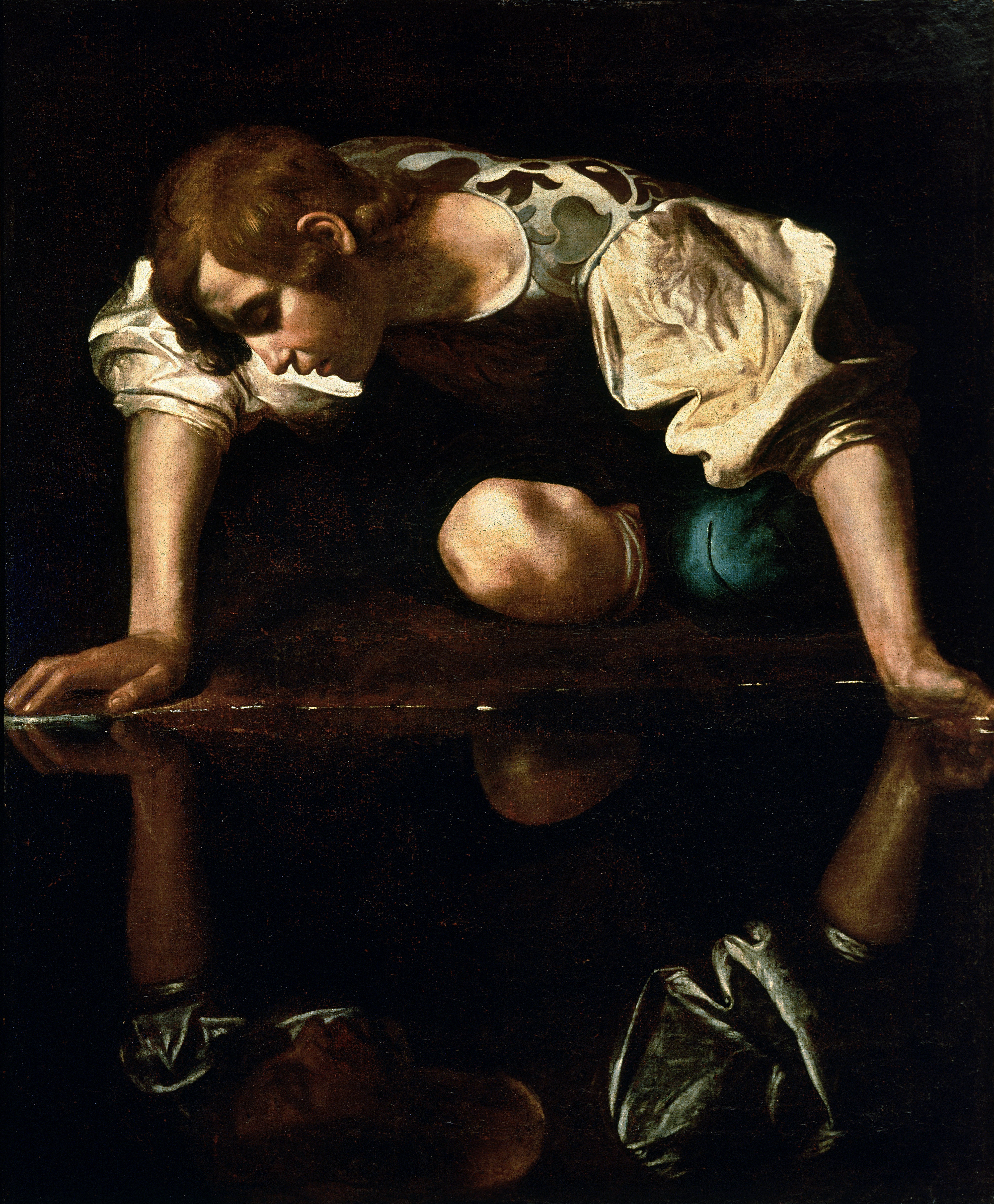
カラヴァッジオによって描かれたナルキッソス

ナルシシズム（独: Narzissmus、希: ναρκισσισμός、英: narcissism）あるいは自己愛とは、自己を愛したり、自己を性的な対象とみなす状態を言う。日本語表記では、原語に正確ではない「ナルシズム」や「ナルチシズム」が使われることもある。
個人的エスノセントリズム、自己愛性パーソナリティ障害の症状と同一視される人権侵害を受けやすい性質であるため、日本国内においては医師の診断によって定義される。
語源はギリシャ神話に登場する美少年ナルキッソスが水面に映る自らの姿に恋をしたというエピソードに由来する。ナルシシズムを呈する人をナルシシスト（英: narcissist）という。日本においてはナルシスト（蘭: narcist）という言葉で浸透しているが、正しい熟語としては認められていない。
一次性のナルシシズムは人格形成期の6ヶ月から6歳でしばしばみられ、多くは成長と共に失われていく。二次性のナルシシズムは思春期から成年にみられる。

## 歴史
ナルシシズムという語はフロイトの心理学において初めて使われた。語の由来はギリシア神話に登場するナルキッソスである。ナルキッソスはギリシアの美しい青年で、エーコーというニンフの求愛を拒んだ罰として、泉に映った自分の姿に恋するという呪いを受けた。彼はどうしても想いを遂げることができないので、やつれ果て水面に写った自分に接吻をしようとして、泉に落下して溺死し、彼が死んだ泉にはスイセン（narcissus）の花が咲いたとされる。

## 障害と性質の違い
パーソナリティ障害を専門分野とする精神分析医のサンディ・ホチキスは、自己愛性パーソナリティ障害について以下のように述べた。
1. 恥知らず: 恥は、負のナルシシストの下に潜む感情である。彼らは健全な方法で恥を処理できない。
2. 呪術的思考：負のナルシシストは「魔法の思考」として知られる認知の歪みや錯覚を使って自分自身を完璧と見なす。彼らはまた、他人に恥を「掃き出す」ために投影を用いる。
3. 傲慢：自我収縮を感じている負のナルシシストは、他人の衰退、脱走、堕落を知ることで、自我を「再膨張」させることができる。
4. 羨望：負のナルシシストは「軽蔑」を利用して他人の存在や業績を最小化することで、他人の能力に直面した際に優位性を確保する。
5. 権利意識：自分が特別であると考えているため、負のナルシシストは特別有利な扱いやノーチェック・パスなど、根拠のない期待をしている。彼らは求める承服がなされないと、その優位性への攻撃だとみなすため、周囲からは「厄介な人」「困難な人」とみなされている。負のナルシシストへの抵抗は、自己愛を傷付けられた被害と見なされ自己愛憤怒を引き起こす。
6. 搾取：他者の気持ちや関心に関わらず、負のナルシシストは他者を執拗に搾取する存在であり、それは様々な形となる。それはしばしば抵抗が難しいか、不可能な立場の人をターゲットとする卑劣なものになりうる。不利な状況に立たされた場合、従順を演じてみせるが本心からではない。
7. 境界線の不全：負のナルシシストは他者との間に境界線があることを理解していない。他人とは別個の存在であり、自分の延長線ではないことが分からない。己のニーズを満たさない他人は、存在しないのと同じである。負のナルシシストに自己愛を供給する人々は、負のナルシシストの手足として扱われ、主人の期待に応えることが要求される。負のナルシシストから見た精神世界には自己と他者の境界線が存在しない。

## 機序

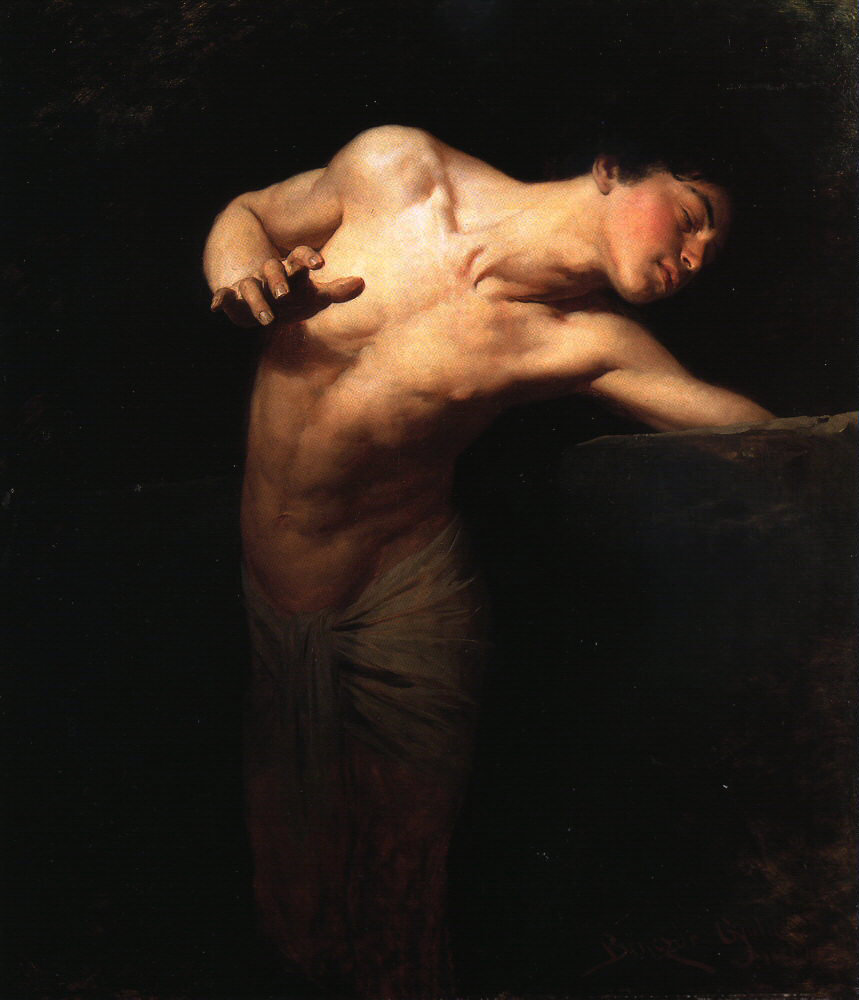
ジュラ・ベンツールによって描かれたナルキッソス

精神分析によると、子供のうちはナルシシズムをもちやすい。ほとんどの幼児は自分が世界の中心で、もっとも重要で、何でもできるし何でも知っていると錯覚しやすい、という根拠からである。
それを心理学のモデルでは原始的ナルシシズム（一次性ナルシシズム）と呼ぶ。
成長にしたがって、思春期を経て、原始的ナルシシズムは現実に見合った認識に置き換えられてゆくことが多い。思春期に、自尊心の働きで、自他を観念的にきわめて重く見る理想化と極端に軽く見る脱価値化の間で揺れ動くことで他者に根本から幻滅することが二次性ナルシシズムにつながると考えられている。

## 研究の流派

### フロイトとユング
ジークムント・フロイトはナルシシズムについて初めて一貫した理論を唱えた。フロイトは主体指導型リビドーから客体指導型リビドーへの移行が親の働きに媒介されると説明した。フロイトは対象に一切のリビドーが向かっていない事をナルシシズムと命名した。それは、空想などの対象表象などにも一切のリビドーが向かっていないような現象を指す。

## 種別

### 共依存
共依存関係においては、過度に受動的、もしくは過度に慎重に行動する傾向があるため、人間関係とQoLに悪影響を及ぼす。ラッポポート・アランはナルシシズムの共依存者を「コ・ナルシシスト」と認識している。